# Al Manzla
Al Manzla (àrab: المنزلة, al-Manzla; amazic estàndard marroquí: ⵍⵎⵏⵣⵍⴰ, Lmnzla) és una comuna rural de la prefectura de Tanger-Assilah, a la regió de Tànger-Tetuan-Al Hoceima, al Marroc. Segons el cens, el 2014 tenia una població total de 2.650 persones.